# ルーペルト・ヴィルト
ルーペルト・ヴィルト（Rupert Wildt、1905年6月25日 - 1976年1月9日）は、ドイツ生まれで、後にアメリカ合衆国に帰化した天文学者である。
ミュンヘンに生まれた。1927年にベルリン大学で博士号を取得した後、ゲッティンゲン大学に移り、惑星大気の研究を行った。
1932年に木星やその他の外惑星のスペクトルを研究し、その吸収線がメタンやアンモニアなどの水素の化合物によるものであることを示した。木星の構造について、金属と岩石の固体のコアのまわりを氷のシェルが覆いさらに濃いガスの層覆われているモデルを提案した。
1934年にアメリカ合衆国に移住し、1937年から1942年の間プリンストン大学で研究助手を務めた後、バージニア大学の助教授を務め、1947年からイェール大学で働いた。
1937年、金星の大気がホルムアルデヒドのミストを含むことを示したが、その時点の観測では金星の大気に水を見つけることはできなかった。1940年金星大気の二酸化炭素の存在が温室効果で金星の温度を高くしていると分析した。
1965年から1968年の間、天文研究大学組織(Association of Universities for Research in Astronomy)の会長を務め、1966年から1968年の間イェール大学天文学部の議長をつとめ、1973年から没するまでイェール大学の名誉教授となった。マサチューセッツ州の Orleansで没した。また、1966年、エディントン・メダルを授与されている。

## エポニム
- 小惑星(1953)Rupertwildt [1]
- 月のクレータ